# 妖気
妖気（ようき）とは、一般には、何か悪いことが起きそうな怪しい気配のことを指す。
しかしながら、小説や漫画などの創作の世界では、妖怪の気配や内在的な気のエネルギーなどを指す。有名どころでは、水木しげるの漫画『ゲゲゲの鬼太郎』の主人公鬼太郎の頭髪の一点が、妖気を感じるとアンテナ状に立ち上がる妖気アンテナや妖気をエネルギーとして使った攻撃の数々、冨樫義博の漫画『幽☆遊☆白書』では、敵の妖怪（後に主人公自身が）が妖気を飛ばして武器とする描写がよくみられた。また、『時空戦士スピルバン』では、妖気から作り出されたヨーキという幹部が登場する。